# Dubszara
Dubszara (ukr. Дубшари) – wieś na Ukrainie w rejonie kałuskim (do lipca 2020 r. w rejonie rożniatowskim) obwodu iwanofrankiwskiego. Wchodzi w skład Dubowskiej hromady wiejskiej.